# أرتور ليديسما
أرتور ليديسما (بالإسبانية: Arturo Javier Ledesma) هو لاعب كرة قدم مكسيكي في مركز الدفاع، ولد في 25 مايو 1988 في غوادالاخارا في المكسيك. لعب مع نادي باتشوكا ونادي غوادالاخارا ونادي نيكاكسا.

## وصلات خارجية
- أرتور ليديسما على موقع إي إس بي إن إف سي (الإنجليزية)
- أرتور ليديسما على موقع قاعدة بيانات كرة القدم.إي يو (الإنجليزية)
- أرتور ليديسما على موقع Soccerway.com (الإنجليزية)